# Oakham
Oakham es una parroquia civil y una villa de Inglaterra, capital del condado de Rutland. Se encuentra a poca distancia del Rutland Water, uno de los mayores lagos artificiales de Europa.

## Geografía
Según la Oficina Nacional de Estadística británica, Oakham tiene una superficie de 9,09 km².

## Demografía
Según el censo de 2001, Oakham tenía 9975 habitantes (48,73% varones, 51,27% mujeres) y una densidad de población de 1097,36 hab/km². El 19,89% eran menores de 16 años, el 72,13% tenían entre 16 y 74 y el 7,98% eran mayores de 74. La media de edad era de 39,72 años. Del total de habitantes con 16 o más años, el 25,67% estaban solteros, el 58,5% casados y el 15,83% divorciados o viudos.
El 94,27% de los habitantes eran originarios del Reino Unido. El resto de países europeos englobaban al 1,97% de la población, mientras que el 3,76% había nacido en cualquier otro lugar. Según su grupo étnico, el 98,07% eran blancos, el 0,75% mestizos, el 0,22% asiáticos, el 0,13% negros, el 0,61% chinos y el 0,21% de cualquier otro. El cristianismo era profesado por el 78,69%, el budismo por el 0,22%, el hinduismo por el 0,08%, el judaísmo por el 0,12%, el islam por el 0,22%, el sijismo por el 0,03% y cualquier otra religión por el 0,22%. El 13,68% no eran religiosos y el 6,74% no marcaron ninguna opción en el censo.
4864 habitantes eran económicamente activos, 4722 de ellos (97,08%) empleados y 142 (2,92%) desempleados. Había 4104 hogares con residentes, 71 vacíos y 12 eran alojamientos vacacionales o segundas residencias.